# متل وان
متل وان (انگلیسی: Motel One) شرکت مهمان‌نوازی آلمانی است، که در سال ۲۰۰۰ تأسیس شد.